# Tomografía de Coherencia Óptica (OCT)
La tomografía de coherencia óptica es una técnica no invasiva utilizada para la exploración, control y seguimiento de los segmentos anterior y posterior del globo ocular, aunque en la actualidad se utiliza mayormente para la obtención de imágenes de la retina. Esta técnica es muy similar a la ecografía, con la diferencia de que se utilizan haces de luz en lugar de ondas de sonido, son haces de luz infrarroja (820 – 830 nm) que mediante su reflexión se consiguen imágenes de partes o secciones muy precisas y de alta resolución de la estructura ocular a observar. Utiliza un tomógrafo óptico informatizado basado en la interferometría.

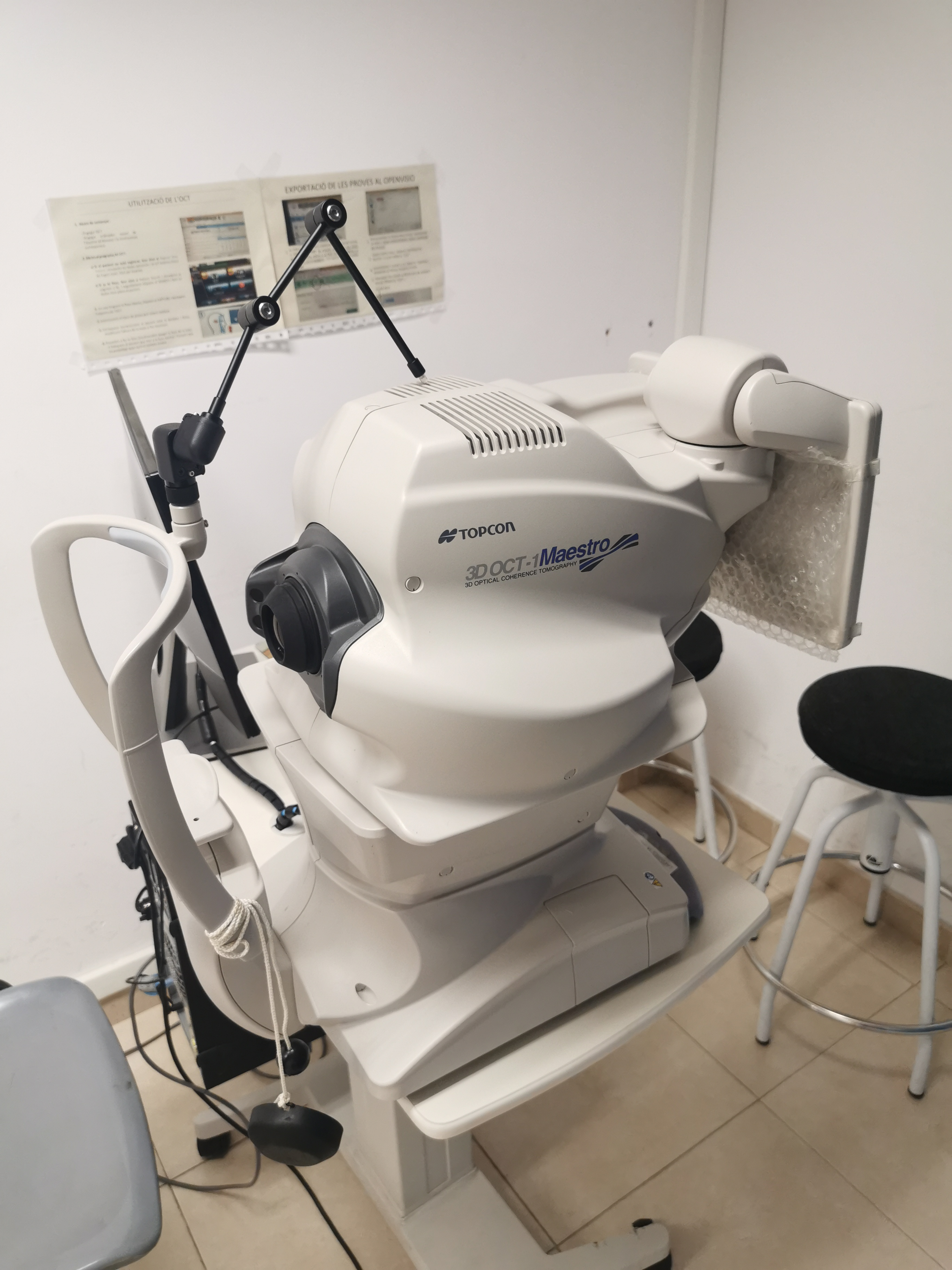
Tomografía de Coherencia Óptica (OCT)

## Historia del OCT
El OCT surge de la idea de la interferometría. Esta idea se desarrolló en el 1887 por el judío Albert Michelson (1852 – 1931; físico), sus estudios los realizó en el mismo laboratorio que el alemán Hermann Von Helmholtz (1821 – 1894; médico y físico), inventor del oftalmoscopio.
En el siglo XX se utilizó inicialmente el método de interferometría para medir distancias. Albert Michelson utilizó este método para calcular de manera precisa el ángulo de inclinación de una estrella.

## Funcionamiento básico del OCT
Como se comentó anteriormente, el funcionamiento del OCT es muy similar al de la ecografía, la diferencia es el tipo de onda empleada. Gracias a la utilización de la luz (OCT) se pueden obtener imágenes con una resolución 10 veces superior que al emplear ondas sonoras (ecografía), pero hay una desventaja muy notoria, al utilizar esta técnica, la luz se puede ver reflejada o absorbida en su totalidad por muchos tejidos. Esta desventaja, limita las aplicaciones del OCT para los diferentes órganos.
El OCT es un instrumento perfecto para el ámbito oftalmológico, gracias al fácil acceso que tiene la luz en el globo ocular.
El OCT se basa en el interferómetro de Michelson (patrón de interferencia producido por la división de un haz de luz monocromático, donde un rayo se refleja en un espejo fijo y otro rayo en un espejo móvil, ambos acaban en un detector) y la interferometría 
donde se sustituyen las ondas sonoras por haces de luz. Como la velocidad de la luz es mayor que la del sonido, se puede obtener un aumento de la resolución de hasta 10 micras (100 micras en el ultrasonido)
El principio de interferometría de baja coherencia se basa en un método para medir distancias, midiendo los haces de luz reflejados en los tejidos. Cuando se combinan dos haces de luz se produce el fenómeno de la interferencia: se pueden combinar de una manera constructiva o destructiva.
El interferómetro de Michelson está compuesto por una fuente de luz, un divisor, un espejo patrón y un detector. La fuente de luz se compone de un láser de diodo de espectro infrarrojo (820 a 830 nm). La luz se divide en dos gracias al divisor, un haz de luz se dirige al espejo patrón, y el otro al ojo. Ambos haces son reflejados y captados por el detector, produciéndose el fenómeno de interferencia. Como la distancia a la que se encuentra el espejo patrón es conocida, se puede saber la distancia de la estructura que ha generado un reflejo coincidente con el reflejo del espejo. Se consigue una grafía con las distancias obtenidas y se construye una imagen en sentido axial (A-scan). Con un registro repetitivo de varios A-scan se obtiene una imagen bidimensional.

## Tipos de OCT
En este apartado se hablará de los dos tipos de OCT principales que se encuentran hoy en día: el de dominio en el tiempo (TDOCT) y el de dominio espectral (SDOCT).
El TDOCT es más antigua con lo cual es más fácil de manejar y entender, pero actualmente el SDOCT está sustituyendo al TDOCT ya que ofrece una mejora significativa en la sensibilidad y velocidad de imagen.

### Dominio en el tiempo (TDOCT)
Su funcionamiento es igual al comentado en el apartado anterior, se basa en el interferómetro de Michelson y el principio de interferometría de baja coherencia. 
La velocidad de la obtención de imágenes viene limitada por la velocidad de movimiento que presenta el espejo patrón, este espejo por cada barrido tiene que moverse un ciclo completo. La necesidad de este movimiento limita la velocidad del sistema de 100 a 512 A-scan por cada barrido, en equipos de última generación pueden aumentar a los 768 A-scan.

### Dominio espectral (SDOCT)
En este OCT el espejo patrón se mantiene fijo aumentando así la velocidad de obtención de las imágenes por la ausencia de elementos mecánicos. Para conseguir las medidas de profundidad utiliza un espectrómetro que analiza el haz de luz saliente del interferómetro. La información se obtiene a partir del espectro de salida gracias al principio de Fourier. 
Debido a estas características la presencia de artefactos por movimientos involuntarios del ojo disminuye, permitiendo así obtener de 18.000 a 40.000 A-scan por segundo.

## Aplicaciones del OCT
A nivel ocular, hay muchas estructuras que pueden ser observadas gracias al OCT, pero, este trabajo, se centra en el segmento anterior, concretamente, en la córnea.
Aplicaciones a nivel corneal:
- Estudio del grosor corneal (mapas paquimétricos).
- Evaluar interfase tras la cirugía Lasik refractiva.
- Analizar la correcta colocación de anillos intracorneales.
- Afecciones corneales y su evolución.